# 张士明
张士明（1905年1月25日—1985年11月7日），云南省泸西县南乡木豆黑新寨村（今属弥勒县东山乡）彝族。中国人民解放军开国大校，中国人民解放军辽阳军分区司令员、云南省民政厅副厅长、省体委副主任。

## 生平
1927年参加滇军。1932年入云南讲武学堂炮兵科学习，1934年毕业。
1937年10月任张冲第184师直属特务连连长参加抗日战争。1938年11月经张子斋介绍加入中国共产党。追随张冲任第一集团军第二路军指挥部特务营营长。
1946年任第九十三军暂编第20师第2团团长，随部队赴东北。调驻锦西的补充团团长。与中共派出的刘浩接上了组织关系。1947年9月被国军清洗撤职后，10月转入冀察热辽军区联络部（部长王乃天），后任军区司令部炮兵主任。锦州战役时右眼负伤失明。1949年1月任解放军第五十军副师长。
1950年任志愿军第五十军第149师副师长、军炮兵主任、军炮兵指挥部参谋长、炮兵副军长，入朝参战。1955年随部队回国，任辽阳军分区司令员、辽宁省军区党委委员。1959年转业回云南省，历任省体委副主任兼省体育学院院长、党组书记，省民政厅副厅长、党组成员，省政协第四、五届委员会委员。 

## 家人
- 夫人杨玉芝
- 儿子张希先：解放战争中参加“边纵”创建“张希先大队”。建国后，任泸西县委组织部长、县委副书记、副县长、县长，保山地委组织部科长，德宏州人委办公室主任，农垦分局副局长等职。